# Juliane Eckhardt
Juliane Eckhardt (* 1946) ist eine deutsche Germanistin.

## Leben
Sie erwarb 1969 das erste Staatsexamen für das Grund-, Haupt- und Realschullehramt (Hauptfach Deutsch, Nebenfächer Kunst und Musik) und 1972 das zweite Staatsexamen (insgesamt 4-jährige Tätigkeit als Grund-, Haupt- und Realschullehrerin). Nach der Promotion im Fach Germanistik 1978 mit Schwerpunkt Didaktik und der Habilitation 1981 im Fach Germanistik mit Schwerpunkt Didaktik war sie seit 1982 Professorin auf Zeit, Lehrbeauftragte und außerplanmäßige Professorin an den Universitäten Oldenburg und Münster. Seit 1992 war sie Universitätsprofessorin für das Fach Germanistik mit Schwerpunkt Didaktik an der Universität Paderborn.
Ihre Forschungsschwerpunkte sind Geschichte, Theorie und Praxis des Deutschunterrichts, Geschichte, Theorie und Didaktik der Kinder- und Jugendliteratur und literarisch-ästhetisches Lernen im interdisziplinären Kontext.

## Schriften (Auswahl)
- Der Lehrplan des Deutschunterrichts. Lernbereichskonstruktion und Lernzielbestimmung unter gesellschaftlich-historischem Aspekt. Weinheim 1979, ISBN 3-407-55010-3.
- Das epische Theater. Darmstadt 1983, ISBN 3-534-09109-4.
- Kinder- und Jugendliteratur. Darmstadt 1987, ISBN 3-534-02370-6.
- mit Jörg Diekneite: Kinder- und Jugendbücher, Kinder- und Jugendmedien. Auswahlbibliographie der Buchpublikationen. Frankfurt am Main 1997, ISBN 3-631-30242-8.